# باولو فيريرو
باولو فيريرو (بالإيطالية: Paolo Ferrero)‏ هو سياسي إيطالي، ولد في 17 نوفمبر 1960 في إيطاليا. حزبياً، نشط في Communist Refoundation Party ‏. وقد انتخب Minister of Social Solidarity ‏ (17 مايو 2006 – 8 مايو 2008) وانتخب عضو مجلس النواب في الجمهورية الإيطالية.